# Lesménils
Lesménils – miejscowość i gmina we Francji, w regionie Grand Est, w departamencie Meurthe i Mozela.
Według danych na rok 1990 gminę zamieszkiwały 454 osoby, a gęstość zaludnienia wynosiła 42 osób/km² (wśród 2335 gmin Lotaryngii Lesménils plasuje się na 623. miejscu pod względem liczby ludności, natomiast pod względem powierzchni na miejscu 549.).

## Populacja

Populacja Lesménils w latach 1962–2008